# Margrit Weber
Margrit Weber (* 24. Februar 1924 in Ebnat-Kappel; † 2. November 2001 in Zollikon) war eine Schweizer Pianistin.

## Leben
Margrit Weber wurde in Ebnat-Kappel als erstes Kind von Marie und Carl Hartmann geboren. Die Mutter hatte eine Sopranstimme und spielte zur Hausmusik die Handorgel, während der Vater sich im Klavierspielen übte, das er sich selber beigebracht hatte. Nach dem Umzug der Familie ins zürcherische Erlenbach besuchte die 10-jährige Margrit Hartmann das Musikkonservatorium in Zürich. 1938 nahm sie mit 300 anderen Jugendlichen am ersten Jecklin-Musikwettbewerb teil, den sie gewann.
Ihre ersten Lehrer waren José Berr für den Klavier- und Heinrich Funk für den Orgelunterricht. Mit 15 Jahren erhielt sie ihre erste Stelle als Organistin im Hochzeitskirchlein im Weiler Wetzwil. Am Zürcher Konservatorium bildete sich die angehende Pianistin weiter bei Walter Lang und Max Egger. Daneben gab sie selbst Klavierunterricht und hatte mit 18 Jahren schon 25 Schüler. Einer davon – der um 21 Jahre ältere Unternehmer Karl Weber – hatte sie an einem ihrer Konzerte, an welchem sie das Werk des Schweizer Volksliederkomponisten Hans Roelli vortrug, gehört und bat sie zwei Jahre später um ihre Hand. Der Ehe von Margrit und Karl Weber entsprangen vier Kinder. Stets bemüht, als Pianistin auch ihrer Mutterrolle gerecht zu werden, erlangte sie erst acht Jahre nach ihrem 1944 absolvierten Diplom als Klavierlehrerin, im Jahre 1952, das Konzertdiplom, auch dieses mit der Note Sehr gut bei Max Egger.
Der eigentliche Karrierebeginn war 1955, als der ungarische Dirigent Ferenc Fricsay im Januar das Winterthurer Stadtorchester für ein späteres Engagement kennenlernen wollte. Deshalb hörte er sich ein Konzert des Musikkollegiums Winterthur an. Margrit Weber war für diesen Abend als Solistin engagiert und spielte unter anderem die Burleske für Klavier und Orchester in d-Moll von Richard Strauss unter der Leitung von Victor Desarzens. Fricsay war von der einfühlsamen und unprätentiösen Interpretation so angetan, dass er sie schon in der Konzertpause für Aufführungen nach Neapel und Berlin einlud.
Bald danach kam es zur Einspielung für die Deutsche Grammophon Gesellschaft, und es folgten weitere Aufnahmen mit Klavierwerken von Wolfgang Amadeus Mozart, Ludwig van Beethoven, Carl Maria von Weber und Manuel de Falla bis zu Sergei Rachmaninoff, César Franck, Jean Françaix, Harald Genzmer, Bohuslav Martinů, Arthur Honegger und Alexander Tscherepnin.
Ebenfalls auf Veranlassung von Ferenc Fricsay kam der Kontakt zu Igor Strawinsky zustande, der als Auftragswerk für Margrit Weber die Movements für Klavier und Orchester komponierte.
Die Uraufführung unter der Leitung des Komponisten im Januar 1960 in der New Yorker Town Hall zählte zu den Höhepunkten ihrer Karriere und bereitete den Weg für weitere Konzerte, darunter einen ihrer grössten Erfolge, das Klavierkonzert Nr. 1 in d-Moll von Johannes Brahms.
Zitat Margrit Weber: Eines meiner schönsten und unvergesslichsten musikalischen Erlebnisse unter Fricsays Leitung war das Brahms d moll-Konzert mit der KGL Kapel in Kopenhagen, wo nach den Schlussakkorden das Publikum sich lautlos von den Sitzen erhob und während Sekunden atemlose Stille herrschte, bis endlich der Beifall einsetzte.
Sowohl in Übersee als auch in Europa konzertierte sie unter der Leitung von Dirigenten wie Charles Munch, George Szell, Josef Krips, Rafael Kubelík und Paul Sacher. Mit zeitgenössischen, namentlich auch schweizerischen Komponisten war sie freundschaftlich verbunden und brachte immer wieder neue Werke zur Uraufführung: 1958 die Bagatellen von Alexander Tscherepnin und die Fantasia concertante von Bohuslav Martinů, 1960 die ihr gewidmete Sonate für Klavier Nr. 2, op. 70 von Walter Lang und die bereits erwähnten Movements for piano and orchestra von Igor Strawinsky, 1962 das Concert en sextuor des Schweizers Albert Moeschinger, 1963 die Ballade für Klavier und Schlagzeug von Armin Schibler, 1964 Wolfgang Fortners Epigramme, dann die Partita concertante von Hugo Pfister, das Concertino für Klavier und Streicher von Harald Genzmer, Kleine Hörformen für Violine und Klavier von Wladimir Vogel, die Pianoforte cantate von Dalibor Vačkář und 1972 an den Internationalen Musikfestwochen in Luzern das Klavierkonzert Nr. 6 von Alexander Tscherepnin.
Neben ihren Engagements als Solistin war Margrit Weber als Begleitpianistin tätig, z. B. mit einer Lieder-Schallplatte von Othmar Schoeck, die sie 1958 mit Dietrich Fischer-Dieskau aufnahm. In späteren Jahren begleitete sie häufig den Schweizer Bariton Kurt Widmer, etwa in Johannes Brahms’ Schöner Magelone zusammen mit Anne-Marie Blanc als Erzählerin.
Nach dem frühen Tod ihres Ehegatten Karl Weber im Jahre 1973 konzertierte sie zwar weiterhin da und dort, vor allem im kammermusikalischen Rahmen, widmete sich aber in den folgenden Jahren vermehrt ihren Enkeln und Urenkeln. 1991 gab sie das öffentliche Konzertieren gänzlich auf und begründete diesen Schritt damit, jüngeren Talenten Platz machen zu wollen, denn als Leiterin einer Konzertausbildungsklasse habe sie hautnah erlebt, wie die jungen Musiker zum Podium und zum Erfolg drängten.
Für ihre Verdienste ehrte sie die Stadt Zürich 1971 mit der Hans-Georg-Nägeli-Medaille. Bis in die 1990er Jahre blieb sie beratend tätig, sei es als Mitglied der Musikkommission der Tonhalle Zürich, sei es als Mitglied der Stipendien- und der Prüfungskommission des Konservatoriums Zürich oder als Beirätin der Ernst von Siemens Musikstiftung in München. Ihrer Wohngemeinde war sie Gründungsmitglied der Stiftung zur Förderung der Musik in Zollikon.
Den Grossteil ihrer Korrespondenz und Musikaliensammlung schenkte Margrit Weber 1998 der Zentralbibliothek Zürich. Ein weiterer Teilnachlass befindet sich in der Paul-Sacher-Stiftung, Basel.

## Auszeichnungen
- 1938: Gewinn des Jecklin-Jugendmusikwettbewerbs
- 1971: Hans-Georg-Nägeli-Medaille. Diese zeichnet Kunstschaffende aus, deren Wirken ein breites kreatives Spektrum aufweist und die durch ihre Tätigkeit das Zürcher Kulturleben bereichern. Margrit Weber wurde für ihren tatkräftigen Einsatz für die zeitgenössische Musik und als Förderin des Schweizer Musikschaffens geehrt.